# Númers
Els númers (en grec medieval Νούμεροι, en plural masculí, o [τὰ] Nούμερα en femení, totes dues paraules procedents del llatí numerus o "nombre" en el sentit de "regiment" o "unitat militar"), va ser una unitat d'infanteria de l'Imperi Romà d'Orient. Era un cos de la guarnició de Constantinoble. Tenia com a missió principal protegir el Gran Palau i la Noumera, una presó de la ciutat.

## Història i funcions
Es desconeix l'origen i la data de creació d'aquesta unitat. La seva primera menció certa, data del regnat de Miquel III l'Embriac (r. 842-867), quan es menciona al Taktikon Uspenski del 842-843. El nom d'un dels seus comandants, Lleó Lalakon, també es coneix i data del mateix període. John B. Bury analitza un segell del segle vii o potser del VIII que parla d'un drungari tou nou[merou?], que indicaria l'existència d'una unitat més antiga que la del segle ix. Segons Bury, basant-se en la nomenclatura dels càrrecs dels oficials, el seu origen es podria remuntar a l'exèrcit romà d'Orient en algun moment del segle vi. John Haldon, rastreja el seu hipotètic origen i el situa a finals del segle vii. La unitat va continuar existint fins al segle xi, a partir del qual ja no es menciona més, cosa que suggereix que es va dissoldre.
El nom real de la unitat segueix sent incert: a les fonts de l'Imperi d'Orient, només es llegeix en genitiu plural (τῶν Νουμέρων tōn noumerōn), que no permet decidir entre noumeroi (Νούμεροι) o noumera (Νούμερα). Els especialistes, des d'inicis del segle xx, han utilitzat qualsevol de les dues formes. La paraula noumeros (del llatí, numerus, que també es pot traduir al grec com arithmos) era un nom comú que designava una unitat militar regular de mida no determinada durant l'antiguitat tardana. Només una mica més endavant, al segle viii o fins i tot al ix, el terme va designar una unitat militar específica. El regiment al seu torn va donar nom a la Noumera, un edifici adjacent a l'Hipòdrom de Constantinoble que els servia de caserna i feia de presó. L'historiador Rodolphe Guilland identifica la Noumera del segle ix amb la presó coneguda com a Prandiara en una època més antiga.
Els númers formaven part dels tagmes (o tagmata) imperials, uns regiments professionals de l'exèrcit romà d'Orient amb seu a Constantinoble o al seu voltant. A diferència de la majoria d'altres tagmata, els númers estaven formats per soldats d'infanteria i mai abandonaven Constantinoble, i feien funcions de guàrdies de la ciutat. En concret, havien de controlar la presó de Noumera i el Gran Palau de Constantinoble, al costat d'altres tagmes, com el de la Vigla, una unitat de cavalleria que acompanyava a l'emperador en campanya, o els aritmoi, una altra unitat d'infanteria dirigida per un comes o un domèstic de les Muralles (komēs / domestikos ton teichōn). La unitat dels aritmoi era molt semblant a la dels noumeroi, compartien una funció comuna i tenien la mateixa estructura interna. Almenys fins al regnat de Miquel III, els dos comandaments sembla que els tenia el mateix oficial, aleshores per un cert Nikeforitzes. El comes i els seus soldats eren els primers responsables de la defensa de la muralla anastasiana, abans de responsabilitzar-se, com els númers, de la defensa de la presó de la Porta de Calce del Gran Palau.

## Estructura
Com la majoria de tagmes, el comandant dels númers portava el títol de "domèstic" (δομέστικος τῶν Νουμέρων, domestikos tōn Noumerōn), sovint reduït a ho noumerōs (ὁ νούμερος). Basant-se en els segells encara existents, tenia els càrrecs d'espatari i protoespatari al segle ix. Igual que els altres comandants de tagmata, el domèstic dels númers tenia un paper important en les cerimònies dels tribunals i amb la tagma de les Escoles palatines, mentre que el servent de les Muralles es relacionava amb la segona tagma més important, la dels excubitores.
Igual que la resta de tagmata, el domèstic estva assistit per un topotereta (τοποτηρητής, "tinent"), un secretari anomenat cartulari (χαρτουλάριος) i un missatger principal anomenat protomandator (πρωτομανδάτωρ). Els oficials subalterns tenien títols procedents de l'antiguitat tardana: tribounoi (τριβοῦνοι) i vikarioi (βικάριοι) que corresponien als comes i quentarques (centurions) d'altres tagmes. També hi ha diversos missatgers (μανδάτορες, mandatores) i porters (πορτάριοι, portarioi). Els porters complien la funció de guàrdies penitenciaris conferida a la unitat.